# Ribnica na Pohorju
Ribnica na Pohorju este o localitate din comuna Ribnica na Pohorju, Slovenia, cu o populație de 414 locuitori.